# Shanghai Nighthawks
Gli Shanghai Nighthawks sono una squadra di football americano di Shanghai, in Cina; fondati nel 2011, hanno vinto il titolo nazionale nel 2014. Dal 2020 disputano la Z League.

## Dettaglio stagioni

### Tornei nazionali

#### Campionato

##### AFLC
| Stagione | regular season | regular season | regular season | regular season | regular season | regular season | playoff | playoff | playoff | playoff | playoff | playoff    | playoff           |
|          | Vin            | Par            | Per            | Tot            | PF             | PS             | Vin     | Per     | Tot     | PF      | PS      | risultato  | avversaria        |
| -------- | -------------- | -------------- | -------------- | -------------- | -------------- | -------------- | ------- | ------- | ------- | ------- | ------- | ---------- | ----------------- |
| 2014     | 4              | 0              | 1              | 5              | 157            | 75             | 2       | 0       | 2       | 48      | 39      | Campioni   | Shanghai Titans   |
| 2015     | 4              | 0              | 0              | 4              | 159            | 76             | 2       | 1       | 3       | 32      | 37      | Finale     | Shanghai Warriors |
| 2016     | 2              | 0              | 2              | 4              | 115            | 66             | 2       | 1       | 3       | 54      | 34      | Finale     | Shanghai Titans   |
| 2017     | 2              | 0              | 2              | 4              | 101            | 60             | 1       | 1       | 2       | 64      | 47      | Semifinale | Shanghai Titans   |
| Totale   | 12             | 0              | 5              | 17             | 532            | 277            | 7       | 3       | 10      | 198     | 157     |            |                   |

Fonti: Enciclopedia del Football - A cura di Roberto Mezzetti

##### CBL
| Stagione | regular season | regular season | regular season | regular season | regular season | regular season | playoff | playoff | playoff | playoff | playoff | playoff    | playoff              |
|          | Vin            | Par            | Per            | Tot            | PF             | PS             | Vin     | Per     | Tot     | PF      | PS      | risultato  | avversaria           |
| -------- | -------------- | -------------- | -------------- | -------------- | -------------- | -------------- | ------- | ------- | ------- | ------- | ------- | ---------- | -------------------- |
| 2018     | 6              | 0              | 0              | 6              | 146            | 39             | 2       | 0       | 2       | 38      | 14      | Campioni   | Wuhan Griffins       |
| 2019     | 3              | 0              | 1              | 4              | 133            | 60             | 0       | 1       | 1       | 13      | 19      | Semifinale | Nanchang Gun Cavalry |
| Totale   | 9              | 0              | 1              | 10             | 279            | 99             | 2       | 2       | 4       | 51      | 33      |            |                      |

Fonti: Enciclopedia del Football - A cura di Roberto Mezzetti

##### Z League
| Stagione | regular season | regular season | regular season | regular season | regular season | regular season | playoff | playoff | playoff | playoff | playoff | playoff   | playoff    |
|          | Vin            | Par            | Per            | Tot            | PF             | PS             | Vin     | Per     | Tot     | PF      | PS      | risultato | avversaria |
| -------- | -------------- | -------------- | -------------- | -------------- | -------------- | -------------- | ------- | ------- | ------- | ------- | ------- | --------- | ---------- |
| 2020     | 0              | 0              | 6              | 6              | 57             | 105            | -       | -       | -       | -       | -       | -         | -          |
| Totale   | 0              | 0              | 6              | 6              | 57             | 105            | -       | -       | -       | -       | -       |           |            |

Fonti: Enciclopedia del Football - A cura di Roberto Mezzetti

### Riepilogo fasi finali disputate
| Anno             | Luogo | Evento | Fase del torneo | Incontro                                   | Risultato |
| 14 dicembre 2014 |       | AFLC   | Finale          | Shanghai Titans - Shanghai Nighthawks      | 26 - 28   |
| 16 gennaio 2016  |       | AFLC   | Finale          | Shanghai Nighthawks - Shanghai Warriors    | 30 - 37   |
| 14 gennaio 2017  |       | AFLC   | Finale          | Shanghai Titans - Shanghai Nighthawks      | 28 - 6    |
| 9 dicembre 2017  |       | AFLC   | Semifinale      | Shanghai Titans - Shanghai Nighthawks      | 27 - 14   |
| 8 dicembre 2018  |       | CBL    | Finale          | Shanghai Nighthawks - Wuhan Griffins       | 14 - 6    |
| 10 novembre 2019 |       | CBL    | Semifinale      | Nanchang Gun Cavalry - Shanghai Nighthawks | 19 - 13   |

## Palmarès
- 1 CNFL[1] (2014)
- 1 CBL (2018)